# Rannaküla (Orissaare)
Rannaküla – wieś w Estonii, w prowincji Sarema, w gminie Orissaare. 1 stycznia 2007 roku wieś zamieszkiwało 5 osób.